# 叫鶴目
叫鶴目（學名：Cariamiformes）是生物分類學上是鳥綱中的一個目，本目多含多種原始不會飛行的鳥類，最古老可以追朔到六千萬年以前，其中包括叫鶴科與已絕種的駭鳥科，高鸟科等。傳統上被認為是鶴形目底下的分支，如今由形態學與基因學上的研究顯示叫鶴目實屬於另外一個名為南鳥類的獨立分支（其他成員包括隼形目、鸚形目與雀形目）。
這項理論在2014年透過檢驗48種代表性鳥類的基因組後獲得證實， 檢驗顯示叫鶴目為南鳥類中最早分化出的基群（隼形目僅次之）。加上非洲禽類（包含美洲鷲目、鷹形目與鴞形目）中最基底的基群也都是掠食性鳥類，因此可以假定南鳥類與非洲禽類的共同祖先（陸鳥類）為頂級掠食者。不過有些研究學者如達仁·奈許認為這項結果是針對現存種類所推論出的偏頗假設，例如叫鶴目下已灭绝的鸮鹫（学名：Strigogyps），被科學家普遍認為實屬草食性。
叫鶴目最早的化石紀錄來自於南極洲維加島白堊紀晚期（約 6,600 萬年前）Lopez de Bertodano Formation地層所發掘的一根股骨，與現代叫鶴科的股骨並無二致，屬於一種將近1（3.3英尺）高的鳥類。根據挖掘的地點與時期，科學家推測這種鳥類為叫鶴與駭鳥的共同祖先。然而，一项2019年的研究认为这一股骨应当属于维加鸟。